# Sant'Andréa-di-Bozio
 Sant'Andréa-di-Bozio  là một xã ở tỉnh Haute-Corse trên đảo Corse, Pháp.